# 曽野和明
曽野 和明（その かずあき、1934年 - ）は、日本の法学者・国際公務員。専門は国際私法・英米法。 北海道大学名誉教授。国際連合国際商取引法委員会事務局長・国際連合法務局国際取引法部長等を歴任。大阪府出身。

## 年譜
- 1957年 - 関西大学法学部卒業
- 1963年 - 関西大学大学院法学研究科博士課程修了。同法学部専任講師（ - 1966年）
- 1964年 - ワシントン大学ロースクール客員助教授（ - 1966年）
- 1966年 - 上智大学国際部大学院教授（ - 1973年)
- 1970年 - 国際連合法務部法務官（ - 1973年)
- 1973年 - 北海道大学法学部教授
- 1974年 - 国際連合事務局特別コンサルタント（時効条約採択函連外交会議）（ニューヨーク、派遣)
- 1980年 - 国際連合国際商取引法委員会事務局長・国際連合法務局国際取引法部長（ウィーン）（ - 1985年、派遣）
- 1986年 - 北海道大学評議員（ - 1990年)
- 1990年 - 国際通貨基金法律総顧問補（政策問題担当、ワシントン）（ - 1993年、派遣）
- 1993年 - 北海道大学停年退官、同名誉教授。帝塚山大学法政策学部教授
- 2004年 - 帝塚山大学定年退職。

この他、東北大学、名古屋大学、大阪大学、大阪市立大学、九州大学の非常勤講師

## 外務省併任（外務事務官）
- 国連国際商取引法委員会年次総会（1975年、政府代表団顧問、1979年 - 1980年、1990年（政府代表）、1991年（政府代表・議長）
- 同委員会新国際経済秩序作業部会（1980年、政府代表・議長）
- 国連売買条約採択外交会議（1980年、政府代表）、アジア・アフリカ法律諮問委員会総会（1976 - 1980年、政府委員代理・ラボルトゥール）

など外務的な要職をこなす

## 研究領域
商事法・国際取引法・比較法・英米法と多岐に渡るが国際物品売買契約に関する国際連合条約が特に研究対象。

## 著書
- 『多国籍企業問題入門 : 既存社会科学秩序への挑戦』（青林書院新社、1978年）
- 山手正史と共著『国際売買法〔現代法律学全集60〕』（青林書院、1993年）
- 『国際経済社会と法 : 世界経済法制に向けての序章』（有信堂高文社、2003年）

などがある。